# آکیو کودو
آکیو کودو (انگلیسی: Akio Kudo؛ زادهٔ ۱۵ فوریهٔ ۱۹۴۷) بازیکن هاکی روی چمن اهل ژاپن بود.
وی در مسابقات کشوری و بین‌المللی در مجموع برندهٔ ۱ مدال برنز شده‌است.